# Drapeau de la CEI
Le drapeau de la Communauté des États indépendants (CEI) a été adopté en 1996 et représente un soleil jaune sur un champ bleu foncé, encadré par une tige droite et huit tiges courbes. Le design symbolise le désir de partenariat égal, d’unité, de paix et de stabilité,.

## Ancien drapeau
Avant l'adoption du drapeau actuel, un drapeau provisoire montrant simplement les lettres « CIS » (« CEI » en anglais) sur fond blanc était utilisé, par exemple lors d'événements sportifs où une équipe de la CEI remplaçait l'Union soviétique, dissoute entre sa qualification et la compétition.

Ancien drapeau de la CEI

## Voir également
- Drapeau de l'Union Soviétique
- Drapeau de l'Union économique eurasiatique